# Norman Hunter
Norman Hunter (Gateshead, 29 de outubro de 1943 – Leeds, 17 de abril de 2020) foi um futebolista e treinador de futebol inglês. Hunter fez parte da Seleção Inglesa campeã do mundo em 1966.

## Carreira
Fez parte da era Don Revie do Leeds, conquistando duas vezes a primeira divisão inglesa, a Copa da Liga Inglesa, a segunda divisão e duas vezes a Taça das Cidades com Feiras.
Hunter fez parte do elenco da Seleção Inglesa de Futebol que disputou a Copa do Mundo de 1966 e 1970.[carece de fontes?] Pela seleção, disputou 28 partidas.

## Morte
Morreu na madrugada de 17 de abril de 2020, depois de ter sido hospitalizado há uma semana após ter testado positivo para o COVID-19.

## Títulos
Leeds United
- Campeonato Inglês Segunda Divisão: 1964
- Copa da Liga Inglesa: 1968
- Copa das Cidades: 1968, 1971
- Campeonato Inglês: 1969, 1974
- Supercopa da Inglaterra: 1969
- Copa da Inglaterra: 1972

Inglaterra
- Copa do Mundo: 1966

### Individuais
- Jogador Inglês do Ano: 1974